# Grégory Ngbwa Mintsa
Grégory Ngbwa Mintsa (né le 2 septembre 1957 à Libreville et mort le 10 avril 2014 dans la même ville) est un lanceur d’alerte et intellectuel gabonais. Il est notamment connu pour avoir été le premier citoyen d'Afrique subsaharienne à déposer une plainte en France contre les détournements de fonds des chefs d’État africains dans l’affaire des biens mal acquis.

## Origines et formation
Grégory Ngbwa Mintsa est le fils d’André Mintsa, haut fonctionnaire de la République et diplomate au service du président Léon M'ba, premier président du Gabon indépendant. Il appartient à une fratrie comprenant notamment l'écrivaine Justine Mintsa.
Issu d’un milieu privilégié, Grégory grandit dans un environnement que les auteurs Dia Alihanga et Amoan Pambo décrivent ainsi :
« Fils d’un père diplomate, Grégory appartient à la première "bourgeoisie" du Gabon postindépendance. Il est important de noter qu’il y a là une acception particulière pour ce terme. Il ne faut pas envisager cette bourgeoisie comme celle de l’Occident : une classe sociale consciente d’elle-même, mais plutôt comme une élite forgée de toutes pièces pour servir d’intermédiaire au capital financier de l’ordre colonial. L’accumulation primitive à laquelle se livre cette caste nouvelle n’est que la pâle réplique de celle ayant existé des siècles auparavant sous le régime des razzias esclavagistes. »
Selon Dia Alihanga, ce milieu bourgeois constitue :
« L’espace où se noue la trame du mélodrame qui poussera Grégory, l’indigné, à porter plainte dans l'affaire dite des Biens Mal Acquis. »

## Engagement anti-corruption
En 2008, Grégory Ngbwa Mintsa dépose une plainte en France dans le cadre de l’affaire des Biens mal acquis, aux côtés de Transparency International et de l’ONG Sherpa. Il y accuse plusieurs chefs d’État africains, dont Omar Bongo, de détournement de fonds publics.
Il est arrêté en décembre 2008 à Libreville, détenu sans mandat, ses biens personnels confisqués. Cette arrestation soulève une vague de soutien de la part d’organisations internationales de défense des droits humains.
En 2010, il reçoit le « Prix de l’intégrité » de Transparency International.

## Opposition au New York Forum Africa
En juin 2012, Grégory Ngbwa Mintsa organise avec d’autres militants du Front des Indignés, dont Marc Ona (en), un « contre-forum citoyen » en marge du New York Forum Africa, un événement international coorganisé par le gouvernement gabonais. Il est brièvement arrêté avec une quarantaine d’autres activistes, avant d’être relâché sous pression médiatique.

## Publications
- Protocole du mariage coutumier au Gabon (co-auteur, 2003)
- De nombreux discours et écrits militants, dont le discours prononcé lors du Prix de l’intégrité en 2010.
- Dia Alihanga et Amoan Pambo, L'Indigné, biographie de Grégory Ngbwa Mintsa, Éditions Saint Honoré, 2016 (ISBN 978-2407001163).

## Décès et commémoration
Il meurt le 10 avril 2014 des suites d’un cancer du foie. Depuis 2022, des organisations citoyennes comme Brainforest commémorent le 10 avril comme une journée patriotique en sa mémoire[réf. nécessaire].
- Transparency International – Prix de l’intégrité (2010)